# 勒德雷内克
勒德雷内克（法語：Le Drennec，法語發音：[lə dʁɛnɛk]）是法国菲尼斯泰尔省的一个市镇，位于该省北部偏西，属于布雷斯特区。

## 地理
勒德雷内克（48°32'2"N, 4°22'20"W）面积9.5 平方千米，位于法国布列塔尼大區菲尼斯泰尔省，该省份为法国最西部的省份，位于布列塔尼半岛西部，北西南三面环大西洋，东临阿摩尔滨海省和莫尔比昂省。
与勒德雷内克接壤的市镇（或旧市镇、城区）包括：拉纳尔维利、勒福尔瓜特、凯尔桑普拉贝内克、洛克布雷瓦莱尔、普拉贝内克、普卢达涅勒。

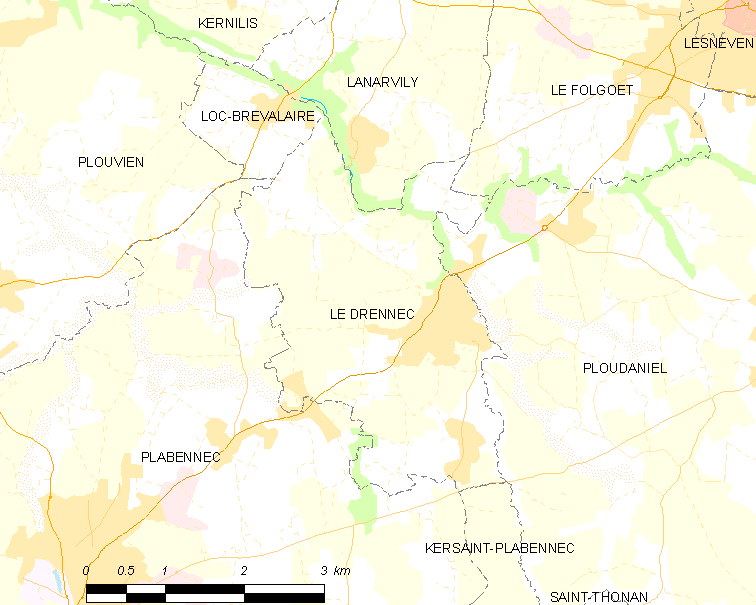
勒德雷内克的OSM定位图

勒德雷内克的时区为UTC+01:00、UTC+02:00（夏令时）。

## 行政
勒德雷内克的邮政编码为29860，INSEE市镇编码为29047。

## 政治
勒德雷内克所属的省级选区为莱斯讷旺县。

## 人口

1962-2008年间勒德雷内克人口变化图示

勒德雷内克于2022年1月1日时的人口数量为1911人。